# Samuil Aronowitsch Reinberg
Samuil Aronowitsch Reinberg (russisch Самуил Аронович Рейнберг; * 29. Märzjul. / 10. April 1897greg. in Riga; † 28. März 1966 in Moskau) war ein russischer Röntgenologe und Hochschullehrer.

## Leben
Reinberg besuchte das Alexander-Gymnasium in Riga und das Peter-der-Große-Gymnasium in St. Petersburg, das er 1916 mit einer Goldmedaille abschloss. Darauf studierte er am 1. Petrograder Medizinischen Institut mit Abschluss 1921. Bereits ab 1920 arbeitete er im Staatlichen Petrograder Institut für Röntgen- und Radiologie (bis 1930). 1927 wurde er Dozent für Röntgenradiologie am 1. Leningrader Medizinischen Institut (bis 1931). Sofort organisierte er den weltweit ersten Lehrstuhl für Kinderröntgenologie am Leningrader Pädiatrie-Institut, den er bis 1939 leitete. 1930 wurde Reinberg zum Professor ernannt und leitete den Lehrstuhl für Röntgenologie am Leningrader staatlichen Institut für Ärztliche Fortbildung. 1935 wurde er nach Deutschland abgeordnet, wobei er nicht nur dort, sondern auch in England, Frankreich, in der Schweiz und in Österreich den Stand der Röntgenologie studierte. 1940 wurde er Mitglied der KPdSU.
Reinberg führte grundlegende Untersuchungen zur Röntgendiagnostik von Erkrankungen des Atemtrakts, des Verdauungstrakts und des Bewegungsapparats durch. Erstmals in der UdSSR wendete er die Angiografie beim Menschen an. 1924 führte er die erste Venenuntersuchung mit einer 20%igen Strontiumbromidlösung als Kontrastmittel durch. Auch entwickelte er Methoden für die Anwendung der Röntgenologie in der Paläontologie.
Während des Deutsch-Sowjetischen Krieges war Reinberg Chef der Röntgenabteilung der Evakuierungskrankenhäuser und Röntgenberater der Nordwestfront und dann der Leningrader Front. Ab 1943 leitete er den Lehrstuhl für Röntgenologie und Radiologie des Zentralinstituts für Ärztliche Fortbildung. Gleichzeitig war er Direktor des Zentralen Forschungsinstitut für Röntgenologie und Radiologie in Moskau (1943–1951).
Nach dem Kriege nahm Reinberg am Sowjetischen Atombombenprojekt teil. Er gehörte zu der von Abram Isaakowitsch Alichanow geführten Gruppe der Wissenschaftler Lew Dawidowitsch Landau, Juli Borissowitsch Chariton, Arkadi Beinussowitsch Migdal, Michail Alexandrowitsch Sadowski, Sergei Sergejewitsch Wassiljew und Alexander Pawlowitsch Sakoschtschikow, die am 30. November 1945 beauftragt wurden, alle verfügbaren Materialien über die Wirkung der Atombombenabwürfe auf Hiroshima und Nagasaki im Hinblick auf die Druckwellen, die thermischen Effekte und die Strahlenbelastung zu analysieren.

## Ehrungen, Preise
- Ehrenzeichen der Sowjetunion (1935)
- Verdienter Wissenschaftler der RSFSR (1941)
- Orden des Roten Sterns (1942)
- Orden des Roten Banners der Arbeit (1945)
- Leninpreis (1966)